# Carol Morris
Carol Morris (sinh ngày 8 tháng 4 năm 1936) là một nữ hoàng sắc đẹp đến từ bang Iowa, nước Mỹ. Bà từng đoạt danh hiệu Miss Iowa USA 1956, Miss USA 1956. Bà đồng thời cùng đăng quang danh hiệu Hoa hậu Hoàn vũ 1956 và trở thành người phụ nữ thứ hai của Hoa Kỳ đăng quang danh hiệu cao quý này.